# Morgane Riboutová
Morgane Ribout [Morgan Ribu], (* 11. leden 1988, Lille, Francie) je bývalá reprezentantka Francie v judu.

## Sportovní kariéra
S judem začala v 5 letech v Haubourdin. Vrcholově se potom judu věnovala v Amiens pod vedením Cathy Fleuryové. Pozici reprezentační jedničky v lehké váze si vybojovala v roce 2009 na pařížském turnaji, kde prohrála až ve finále. Úspěšný rok 2009 potom zakončila nečekaným ziskem titulu mistryně světa. V dalších letech však na tento úspěch nenavázala. Důvodem byly především časté výpadky formy a velké konkurence ve francouzské reprezentaci. V roce 2014 se rozhodla v vrcholovým judem skončit.

## Výsledky
| Turnaj             | 2007       | 2008       | 2009       | 2010       | 2011       |
| Turnaj             | 19         | 20         | 21         | 22         | 23         |
| Turnaj             | lehká váha | lehká váha | lehká váha | lehká váha | lehká váha |
| ------------------ | ---------- | ---------- | ---------- | ---------- | ---------- |
| Mistrovství světa  | —          |            | 1.         | —          | úč.        |
| Mistrovství Evropy | —          | —          | 3.         | úč.        | —          |
| ME do 23 let       | 3.         | 7.         | —          | —          |            |